# Cantonul Nontron
Cantonul Nontron este un canton din arondismentul Nontron, departamentul Dordogne, regiunea Aquitania, Franța.

## Comune
| Comune                                | Populație (1999) | Cod poștal | Cod INSEE |
| ------------------------------------- | ---------------- | ---------- | --------- |
| Abjat-sur-Bandiat                     | 650              | 24300      | 24001     |
| Augignac                              | 839              | 24300      | 24016     |
| Le Bourdeix                           | 246              | 24300      | 24056     |
| Connezac                              | 79               | 24300      | 24131     |
| Hautefaye                             | 118              | 24300      | 24209     |
| Javerlhac-et-la-Chapelle-Saint-Robert | 908              | 24300      | 24214     |
| Lussas-et-Nontronneau                 | 309              | 24300      | 24248     |
| Nontron                               | 3.281            | 24300      | 24311     |
| Saint-Estèphe                         | 590              | 24360      | 24398     |
| Saint-Front-sur-Nizonne               | 148              | 24300      | 24411     |
| Saint-Martial-de-Valette              | 817              | 24300      | 24451     |
| Saint-Martin-le-Pin                   | 293              | 24300      | 24458     |
| Savignac-de-Nontron                   | 194              | 24300      | 24525     |
| Sceau-Saint-Angel                     | 127              | 24300      | 24528     |
| Teyjat                                | 275              | 24300      | 24548     |